# Ich liebe dich (Lied)
Ich liebe dich ist ein Rocksong von Clowns & Helden. Er wurde Ende 1986 vorab als erste Single aus dem Album Von beteuerten Gefühlen und anderer Kälte veröffentlicht.

## Entstehung und Veröffentlichung
Der recht schnelle Rocksong, der mit E-Gitarre, Bläsern und einem E-Gitarrensolo am Ende instrumentiert ist, wurde von Carsten Pape und Bernd Westermann, dem Keyboarder der Gruppe, geschrieben und von den beiden zusammen mit der Band produziert. Im Songtext gesteht der Protagonist dem geliebten Menschen seine Gefühle. Der Song beginnt mit einem Spoken-Word-Intro: „Ausgerechnet mir muss das passiern / wir haben ’86, und ich altes Trottelgesicht hab mich verliebt...“ Später wurde in einer weiteren Version das Jahr auf „’87“ aktualisiert. Im weiteren Verlauf heißt es: „ich sitz hier vor deinem dummen Foto / und bemerk immer wieder wie hübsch du eigentlich bist“. Statt die geliebte Person anzurufen, raucht der Protagonist jedoch „zwei oder drei Schachteln“ Zigaretten und hält seine „Klappe“.
Ende 1986 bzw. 1987 erschien die Single bei Teldec. Die B-Seite enthält den Titel Clowns & Helden zum Geläut. Auch erschien bereits 1986 eine 12"-Maxi mit einer 5:50 Minuten dauernden Version, auf der B-Seite ist hier die Maxi-Version von Ich frag mich. Ich liebe dich erschien ebenfalls auf dem Album Von beteuerten Gefühlen und anderer Kälte. Zudem wurde für die DDR eine 7"-EP über Amiga herausgebracht, die neben Ich liebe dich noch die Titel Besser, Die Spieler und So wie sie ist enthält.
Mit Ich liebe dich konnte die Band häufig im deutschen Fernsehen auftreten, so bei So isses mit Jürgen von der Lippe oder in der ZDF-Hitparade. Erstmals trat die Band in letzterer Sendung am 17. Dezember 1986 als Neuvorstellung auf, ohne sich für die folgende Ausgabe platzieren zu können. Nach einer Systemumstellung auf Tippschein wurde die Gruppe jedoch am 18. Februar, 18. März und 22. April 1987, diesmal mit der aktualisierten Version, dreimal in Folge auf Platz eins gewählt.

## Rezeption

### Kritiken
Laut.de nannte den Song einen „wahren Klassiker“, ebenso schrieb Kinonews.de: „Bis heute ist das Stück ein Klassiker, der auf jeder Party die Generationen verbindet, und auch noch immer im Radio gespielt wird.“ Die Website lobte die „unverwechselbare Stimme“ Papes. Spreeradio nannte die Gruppe aufgrund des Songs ein „deutsches One-Hit-Wonder“. Holger Stürenburg zählte Ich liebe dich in seinem Buch Forever Young zu den besten deutschen Rock- und Popsongs der 1980er-Jahre.

### Chartplatzierungen und Auszeichnungen
In Deutschland erreichte die Single erstmals am 12. Januar 1987 die Singlecharts. Am 2. März 1987 erreichte sie mit Platz vier ihre höchste Position, insgesamt war das Stück 20 Wochen bis zum 25. Mai 1987 platziert. In Österreich erreichte der Titel Platz elf und war 16 Wochen platziert. 2007 wurde die Single mit Gold ausgezeichnet.
| ChartsChartplatzierungen | Höchstplatzierung | Wochen |
| ------------------------ | ----------------- | ------ |
| Deutschland (GfK)        | 4 (20 Wo.)        | 20     |
| Österreich (Ö3)          | 11 (16 Wo.)       | 16     |

## Coverversionen
Gecovert wurde der Titel unter anderem von DJ Brainstorm, Christin Stark, Julie, Marry und Oli. P. 2000 coverte auch Papes Band Roh Ich liebe dich auf dem Album Rohmantisch. 2010 coverte Pape mit seiner Band „Papes Brüder“ den Titel erneut. Am 26. Januar 2024 erschien ein von DJ Herzbeat produzierter moderner Remix des Songs, der die Top 10 der deutschen iTunes-Charts erreichte (Platz 9).